# 趙諗
趙諗（1079年—1102年），渝州南部（今重庆南川、綦江一带）僚人。父亲赵庭臣，归顺朝廷，被赐姓赵。

## 生平
赵谂不满宋哲宗贬黜苏轼，与张怀素暗中抨击，赵谂自称天子，并私立年号龙兴（隆兴）。紹聖元年，赵谂二十岁登甲戌科进士第二名，当时毕渐为状元，因印字模糊，被宣报人读称毕斩赵谂。赵谂官居国子博士，阶奉议郎（从六品上）。宋徽宗崇宁元年（1102年），还乡探视父母时，被人密告私立年号之事为蓄意谋反。趙諗被捕入狱，不久被诛，父母、妻儿均逐外流放。宋徽宗赵佶将改渝州为恭州。1189年，恭王赵惇即位为宋光宗，改恭州为重庆府。

## 年号
趙諗的年号是隆興（1102年），南宋王應麟的《玉海》作龍興。

## 参見
- 中国年号索引

## 深入閱讀
- 《续资治通鉴·第87卷·宋纪八十七》
- 赵谂谋反[永久]
- 李崇智. . 北京: 中華書局. 2004年12月. ISBN 7101025129.